# 竹俣利綱
竹俣 利綱（たけのまた としつな、? - 慶長18年11月25日（1614年1月5日））は、戦国時代から安土桃山時代の越後国の武将、上杉氏の家臣。竹俣為綱の子（異説あり）。名は則綱とも。後に清綱と改名した。通称は左京亮、左京進。

## 生涯
当初は信濃国に配されていたが、天正10年（1582年）魚津城の戦いで竹俣家当主だった兄・慶綱が討死すると、その後継である竹俣勝綱がまだ幼く、家名断絶の危機にあったために、本領に戻った。
文禄2年（1593年）勝綱が亡くなると竹俣家の家督を継承した。翌年、上杉家の会津移封に従い、守山城代として2100石を領した。その後、米沢移封にも従っている。
家督は市河房綱の子・清房が継いだ。

## 異説
竹俣家の系図によると竹俣為綱の子であり、竹俣家の出身とされているが、『上杉家文書』「御家中諸士略系譜」によると長尾氏の出身であるとされている。
同史料によると、元の名を長尾景人（もしくは景久）と言い、越後大浦城主を務めていたという。魚津城の戦いで断絶していた竹俣家の家督を継いだという。
また『上杉家文書』「上杉氏系図」では、長尾為景の子（上杉謙信の弟）の長尾景久が竹俣家の養子となったと記されている。